# August Silverstolpe
David August Leonard Silverstolpe, född 27 april 1822 i Linköping, död 30 juli 1898 i Stockholm, var en svensk militär.
August Silverstolpe var son till kyrkoherde Gustaf Abraham Silverstolpe och Charlotte Ahlm. Han blev volontär vid Första livgrenadjärregementet 1838 och sergeant vid Svea artilleriregemente 1839. Silverstolpe avlade officersexamen 1840 och studentexamen vid Uppsala universitet samma år. Han blev underlöjtnant vid Svea artilleriregemente sistnämnda år. Silverstolpe transporterades som underlöjtnant till Dalregementet 1841 och blev löjtnant där 1842. Han avlade lantmäteriexamen 1843 och skeppsmäteriexamen samma år. Silverstolpe blev också lantmäteriauskultant. Han kom att arbeta som lantmätare vid storskiftet i Dalarna 1847–1848. Silverstolpe deltog som premiärlöjtnant vid danska arméns andra bataljon i första slesvigska kriget. Han deltog bland annat i striderna vid Dybbøl och Sundeved. Silverstolpe blev kavaljer hos hertigen av Dalarna 1849 och erhöll samma år guldmedalj för tapperhet i fält för sina insatser i Danmark året innan. Han blev kammarherre 1855, kapten vid Dalregementet 1856 och tredje major vid Kronobergs regemente 1858. Silverstolpe blev överste och chef för Värmlands fältjägarregemente 1859. Han var ledamot av kommittén för ändringar och tillägg till 1848 års exerisreglemente 1860 samt av arméns fullmäktige 1865 och 1875. Silverstolpe var chef för Västmanlands regemente 1870–1884, blev generalmajor i armén 1874 och var tillförordnad generalbefälhavare i Fjärde militärdistriktet tidtals 1876, 1878 och 1879. Han ägde Bortomta i Simtuna socken och del i huset nr 12 vid Södra Blasieholmshamnen i Stockholm. Silverstolpe blev 1848 riddare av Dannebrogorden, 1860 riddare och 1869 kommendör av Svärdsorden samt 1875 kommendör av Sankt Olavs orden.